# Marek Gadomski
Marek Gadomski (ur. 9 grudnia 1922 w Białowieży, zm. 18 maja 2012 w Warszawie) – polski architekt.

## Życiorys
Przed wojną był uczniem I Państwowego Gimnazjum i Liceum im. Stefana Batorego w Warszawie. Był harcerzem 23 Warszawskiej Drużyny Harcerskiej „Pomarańczarnia”. W czasie wojny był kurierem V Oddziału (Łączności) Komendy Głównej Armii Krajowej, ps. „Roman”, walczył w powstaniu warszawskim. 
W 1951 roku ukończył studia na Wydziale Architektury Politechniki Warszawskiej, następnie został asystentem na uczelni oraz pracował w biurach projektowych.
Zmarł w Warszawie, urna z prochami została złożona do grobu rodzinnego na cmentarzu w Białowieży.

## Ordery i odznaczenia
- Krzyż Walecznych (trzykrotnie)[3]
- Virtuti Militari[3][5]